# Pyura
Pyura är ett släkte av sjöpungar som beskrevs av Molina 1782. Pyura ingår i familjen lädermantlade sjöpungar.

## Dottertaxa tillPyura, i alfabetisk ordning[1][2]
- Pyura abradata
- Pyura antillarum
- Pyura arenosa
- Pyura aripuensis
- Pyura australia
- Pyura bouvetensis
- Pyura breviramosa
- Pyura capensis
- Pyura chilensis
- Pyura columna
- Pyura confragosa
- Pyura crassacapitata
- Pyura curvigona
- Pyura discoveryi
- Pyura dura
- Pyura elongata
- Pyura fissa
- Pyura gangelion
- Pyura georgiana
- Pyura gibbosa
- Pyura haustor
- Pyura hebridensis
- Pyura herdmanni
- Pyura honu
- Pyura irregularis
- Pyura isobella
- Pyura lanka
- Pyura legumen
- Pyura lepidoderma
- Pyura lignosa
- Pyura littoralis
- Pyura lycoperdon
- Pyura microcosmus
- Pyura mirabilis
- Pyura mozambica
- Pyura mulguloides
- Pyura multiruga
- Pyura navicula
- Pyura obesa
- Pyura ostreophila
- Pyura pachydermatina
- Pyura paessleri
- Pyura pantex
- Pyura pennata
- Pyura pilosa
- Pyura polycarpa
- Pyura praeputialis
- Pyura rapaformis
- Pyura robusta
- Pyura sacciformis
- Pyura sansibarica
- Pyura scortea
- Pyura setosa
- Pyura spinifera
- Pyura spinosa
- Pyura squamata
- Pyura squamulosa
- Pyura stolonifera
- Pyura stubenrauchi
- Pyura styeliformis
- Pyura subuculata
- Pyura tasmanensis
- Pyura tesselata
- Pyura tessellata
- Pyura tunica
- Pyura turqueti
- Pyura typica
- Pyura viarecta
- Pyura vittata